# María Cordero Jon Tay
María del Pilar Cordero Jon Tay (Tumbes, 21 de abril de 1966) es una educadora y política peruana. Fue congresista de la república para el periodo 2021-2026, desde julio de 2021 hasta marzo de 2024, cuando fue desaforada por el Congreso debido a su presunta acción de recortar el sueldo a sus trabajadores.

## Biografía
Nació en Tumbes el 21 de abril de 1966.
Estudió en la Universidad Nacional Mayor de San Marcos y es bachiller en Educación.

## Participación política
Es miembro del partido Fuerza Popular liderado por Keiko Fujimori.

### Congresista
Su primera participación fue en las elecciones generales del 2011, como candidata al Congreso de la República por Fuerza 2011, en representación de Tumbes, donde logró ser elegida con 6073 votos para el periodo parlamentario 2011-2016.
Se desempeñó como presidenta de la Comisión de la Mujer, donde su presencia pasó prácticamente desapercibida.
Recién se hizo conocida como congresista cuando se descubrió en julio del 2012 que realizaba extrañas y continuas visitas al condenado expresidente Alberto Fujimori en horas de la noche en su celda en la Diroes.
Intentó ser parlamentaria en 2020; sin embargo, no resultó elegida.
Para las elecciones generales del 2021, postuló nuevamente como representante de Tumbes y logró ser nuevamente elegida con 2194 votos para el periodo parlamentario 2021-2026,dónde su participación en el pleno  es prácticamente nula.
El 14 de marzo de 2024, el Congreso de la República logró suspender a la parlamentaria María Cordero Jon Tay mientras duren las investigaciones por presuntamente recortarle el sueldo a sus trabajadores.

## Controversias
En 2023 es investigada por corrupción, al exigir descaradamente a un asesor suyo la entrega de hasta el 75 % de su salario,hecho delictual registrado en varios audios donde la exasperada congresista con amenazas y excusas de gastos personales y deudas de campaña ,exige salarios y bonos que perciban todos los que laboran para ella.